# Rijksweg 35
La Rijksweg 35 (o A35) olandese parte da Enschede, congiungendosi con la N35, fino ad arrivare ad Almelo. L'autostrada è lunga 76 km.

## Percorso
|      |                               |        |                |  |  |
| Tipo | Indicazione                   | Uscita | Strada europea |  |  |
|      | Enschede-Centrum              | 25     |                |  |  |
|      | Enschede-West                 | 26     |                |  |  |
|      | Industrieterrein Twentekanaal | 27     |                |  |  |
|      | Delden                        | 28     |                |  |  |
|      | Barriera Buren                |        |                |  |  |
|      | Borne-West                    | 29     |                |  |  |
|      | Barriera Azelo                |        |                |  |  |
|      | Almelo-Zuid                   | 30     |                |  |  |
|      | Almelo-West                   | 31     |                |  |  |
|      | Wierden                       | 32     |                |  |  |
|      | Almelo                        |        |                |  |  |